# カピトリーノのヴィーナス

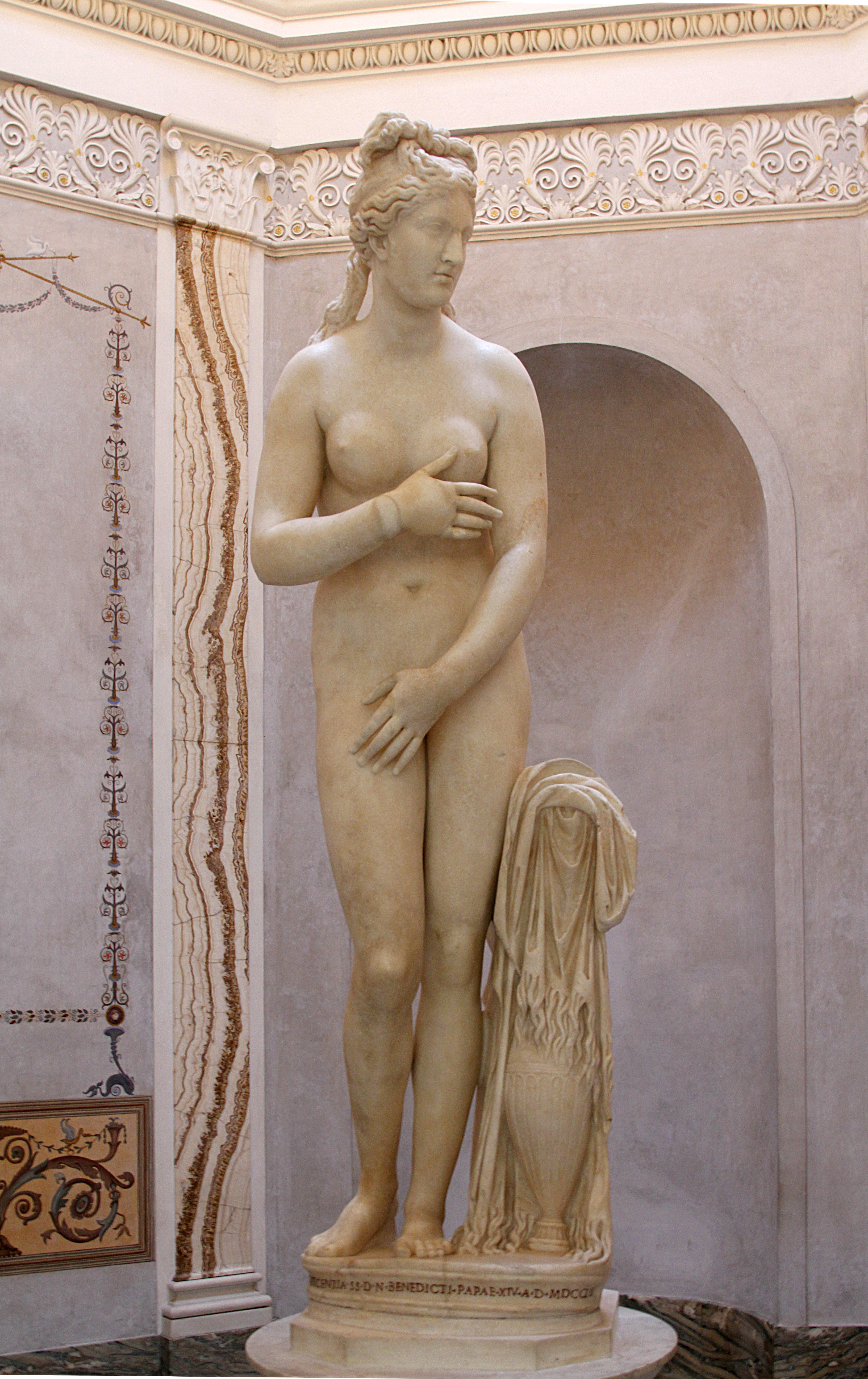
カピトリーノのヴィーナス（カピトリーノ美術館）

カピトリーノのヴィーナスは、ヴィーナスの像の1つであり、Venus Pudica（恥じらいのヴィーナス）型の像の1つである（Venus Pudicaには他にメディチ家のヴィーナスがある）。この型は究極的にはクニドスのアプロディーテーに由来する。カピトリーノのヴィーナスとそのバリエーションは、入浴後に立ったヴィーナスが、右手で胸を覆い、左手で股間を覆うという腕の位置から認識できる。
この型のオリジナル（以下に示す複製の由来）は、小アジアのプラクシテレスの作品の紀元前3世紀又は2世紀に失われたバリエーションであると考えられている。

## 主な例
カピトリーノのヴィーナスは、実物大より少し大きい大理石のヴィーナス像である。これは、プラクシテレスに由来する後期ヘレニズム彫刻のアントニヌス時代の複製である (Helbig 1972:128–30)。
この作品は、クレメンス10世の教皇在位中(1670–76)に、San Vitale近くのStaziの庭園内のヴィミナーレで発見された。ベネディクトゥス14世は1752年にStazi家からこの作品を購入し、カピトリーノ美術館に寄贈し、カンピドリオにあるPalazzo Nuovoの1階にある"the cabinet of Venus"と呼ばれる独自の場所に収められている。
トレンティーノ条約の条件に基づき、ナポレオンによりパリに移された。ナポレオンは、現在のコンピエーニュ城にいたジョゼフ・シナール(Joseph Chinard)に大理石のレプリカの作成を依頼した。オリジナルが1816年にカピトリーノ美術館に返還されたとき、ナポレオン時代に代わりとなっていた石膏模型がイギリスに輸送され、これをジョン・フラクスマンが自身の学生たちに称賛している(Haskell and Penny 1981:319)。
この像はアメリカに貸し出され、2011年6月8日から9月18日までワシントンD.C.のナショナル・ギャラリーの西棟のロタンダに展示された。日本では2023年9月16日から12月10日まで東京都美術館で開催されていた「永遠の都ローマ展」において日本で初展示されている。

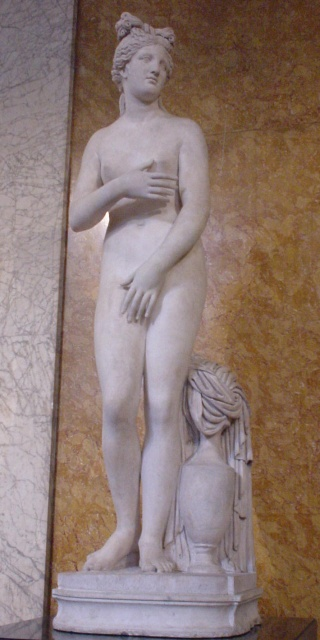
Campo Iemini Venus (大英博物館)
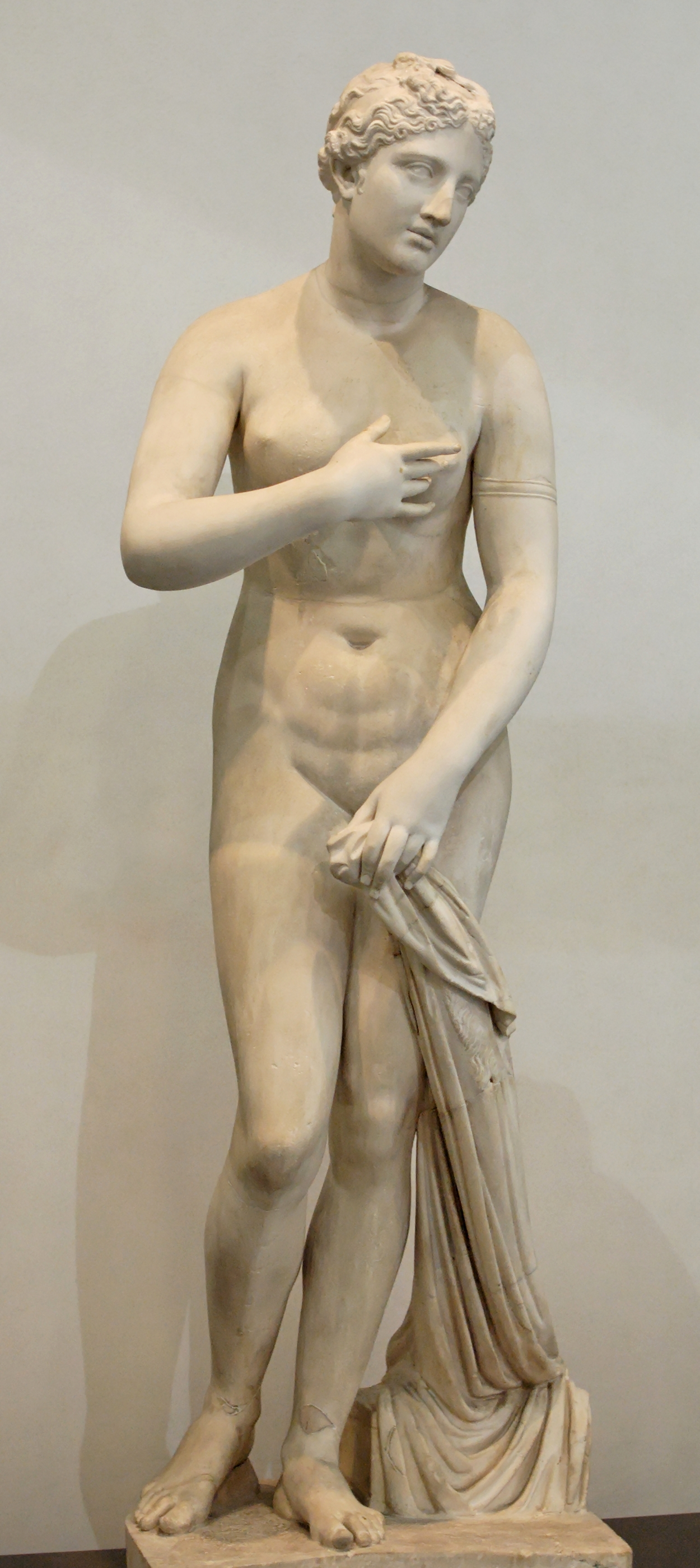
Aphrodite of Menophantos (ローマ国立博物館)

## 注・出典
1. ↑  1.93 m (6 ft. 3 ¾ in.).
2. ↑  古物収集家のPietro Santi Bartoliの回顧録による(Haskell and Penny 1981:318)
3. ↑  Accession number MC 0409
4. ↑  Nancy Thomson de Grummond (11 May 2015). Encyclopedia of the History of Classical Archaeology. Routledge. pp. 240–241. ISBN 978-1-134-26854-2
5. ↑  “National Gallery of Art. "A Masterpiece from the Capitoline Museum, Rome: The Capitoline Venus"”. 2011年6月11日時点のオリジナルよりアーカイブ。2011年6月22日閲覧。
6. ↑  “門外不出のヴィーナスも初来日! 「永遠の都ローマ展」に行ってきた”.   マイナビニュース (2023年9月20日). 2023年9月27日閲覧。